# Arconada (Burgos)
Arconada es una localidad situada en la provincia de Burgos, comunidad autónoma de Castilla y León (España), comarca de La Bureba, partido judicial de Briviesca, ayuntamiento de Carcedo de Bureba.

## Topónimo
Es citado sin variantes en 1011. Gonzalo Martínez Díez indica: “se deriva de arcón, diminutivo de arca, con el significado de mojón que divide las tierras; arconada equivaldría a divisoria o límite”. A idéntica conclusión llegan estudios dedicados a topónimos similares. El topónimo Arconada es frecuente en el ámbito castellano. Cabe inferir que el término arcón ‘piedra de marco, señal de lindero’ ha tenido cierta vigencia en época medieval, como lo tuvo su sinónimo arca. Ya consta en latín. ARCA, en su acepción 'marca de lindero cuadrangular’, significado translaticio desde el originario de ‘recipiente’. El sufijo –ón en arcón posee quizá un matiz deverbal en participio agente como se observa en otros términos prediales; así en el sayagués fincón ‘laja de piedra hincada (< fincar) en el suelo que forma parte de los vallados’. Arconada, por lo tanto, ha de entenderse como un adjetivo sustantivado que inicialmente calificaría un término que se ha obviado: *tierra arconada, *linde arconada…; es decir, ‘tierra marcada por arcones o mojoneras’.

## Geografía
Bañada por el río Homino, afluente del Oca, se encuentra al este de La Bureba, junto a las localidades de Lences, Llano, Quintanilla cabe Rojas, Quintana-Urria, Rojas, Bárcena, Valdearnedo y Rublacedo de Abajo.

## Comunicaciones
- Ferrocarril: Hasta su cierre en 1985 el municipio contaba con una estación del ferrocarril Santander-Mediterráneo.

## Situación administrativa
Entidad Local Menor, en 2008 su alcalde pedáneo era Jesús Ruiz Bujedo PP.

## Historia
Villa, en la cuadrilla de Rojas, una de las siete en que se dividía la Merindad de Bureba perteneciente al partido de Bureba, jurisdicción de realengo con regidor pedáneo.
A la caída del Antiguo Régimen queda constituida como ayuntamiento constitucional con mismo nombre del partido Briviesca, región de Castilla la Vieja, contaba entonces con 39 habitantes.
Posteriormente se integra en Carcedo de Bureba.

### Descripción en el Diccionario Madoz
Así se describe a Arconada en el tomo II del Diccionario geográfico-estadístico-histórico de España y sus posesiones de Ultramar, obra impulsada por Pascual Madoz a mediados del siglo XIX:

ARCONADA: villa con ayuntamiento de la provincia, audiencia territorial, diócesis y capitanía general de Burgos (6 leguas), partido judicial de Briviesca (3); Situada en una llanura donde la combaten todos los vientos, por cuya razón goza de clima sano, sin conocerse otras enfermedades que las producidas por el cambio de las estaciones. Cuenta 14 casas de un solo piso, mal distribuidas y de muy mala construcción; la iglesia parroquial, bajo la advocación de Santa Eulalia, está servida por un cura de provisión del diocesano. Confina el término por N con Solas; por E con Lences; por S con Carcedo, todos tres a ½ legua; y por O con Lermilla a 1. El terreno es de mediana calidad, y está bañado por un río que pasa inmediato a la población, de cuyas aguas saludables se provee los habitantes para todos sus usos; los caminos son de pueblo a pueblo, hallándose en regular estado; Producciones: éstas se reducen a una escasa cosecha de trigo, cebada, legumbres y vino; Población: 10 vecinos, 39 almas; Capital productivo: 203.710 reales; Imponible: 20.418. Contribución: 1.015 reales 17 maravedíes.
Diccionario geográfico-estadístico-histórico de España y sus posesiones de Ultramar

## Parroquia
Iglesia de Santa Eulalia de Mérida, dependiente de la parroquia de Castil de Lences en el Arciprestazgo de Oca-Tirón, diócesis de Burgos.
Actualmente la Iglesia está en estado semirruinoso. Para evitar expolios, dado que en invierno como en la mayoría de los pequeños pueblos burgaleses apenas hay habitantes, el retablo del altar mayor de grandes dimensiones y riqueza artística, dedicado a santa Eulalia, fue trasladado íntegramente al Museo del Retablo en Burgos. Dicho museo del retablo se encuentra en la iglesia de San Esteban de Burgos, donde se puede contemplar el maravilloso retablo de la iglesia de Arconada de Bureba.

## Personajes ilustres
- Lorenzo Arribas Palacio[7] (1880-1936), religioso agustino beatificado, junto con otras 498 víctimas de la persecución religiosa durante la guerra civil española, el 28 de octubre de 2007 en Roma.[8]